# Академија (музичка група)
Кабаре дует Академија је био совјетски и руски сценски дуо који је постојао од 1985. до 2000. године, а чинили су га Лолита Миљавска и Александар Цекало. Дуо је постао познат по извођењу шаљивих и ироничних песама о љубави. Разлика у висини између високе Лолите и ситне Саше често је истицана у текстовима и видео-спотовима. Миљавска и Цекало су такође водили емисију „Добро јутро, земљо” на РТР и учествовао је у хумористичкој телевизијској серији „Маски шоу”.

## Дискографија
- 1992/1995 — Маленький переворот
- 1994 — Небальные танцы
- 1995 — Хочешь, но молчишь
- 1997 — Свадьба
- 1998 — Отпечатки пальчиков
- 1999 — Ту-ту-ту, на-на-на